# Istiophoriformes
De Istiophoriformes zijn een orde of klade van straalvinnige beenvissen die niet volledig wordt erkend door sommige taxonomen. Sommigen vatten er de twee bestaande families Xiphiidae en Istiophoridae onder, anderen ook de familie Sphyraenidae.

## Families
- Sphyraenidae
- Xiphiidae
- Istiophoridae
- †Hemingwayidae
- †Palaeorhynchidae
- †Blochiidae